# علي وراتو راتو كوينز
علي وراتو راتو كوينز (بالإندونيسية:Ali & Ratu Ratu Queens) (ترجمة: علي وملكات [حي] كوينز) هو فيلم درامي كوميدي إندونيسي لعام 2021 من إخراج لاكي كوساندي، وتأليف جيناتري س. نوير ومحمد زيدي وبطولة إقبال ضيافاخري رمضان، وماريسا أنيتا ، وأورورا ريبيرو ، ونيرينا زوبير .   يصور رمضان الابن من أسرة مطلقة يزور والدته (أنيتا) في مدينة نيويورك للمصالحة.

## طاقم التمثيل
- إقبال رمضان في دور علي
- ماريسا أنيتا بدور ميا، والدة علي المنفصلة
- أورورا ريبيرو في دور إيفا
- نيرينا زوبير في دور بارتي
- تيكا بانجابيان في دور أنس
- أسري ويلاس في دور بياه
- هابي سالما في دور تشينتا
- بايو سكاك في دور زولبانج
- ابن جميل هو الحسن والد علي المتوفى
- قص ميني ثيو مثل بودي
- عارف ديدو في دور باكدي
- رضا راهديان

## مسلسلات تلفزيونية
في 15 أغسطس 2024، أعلنت نتفليكس أن المسلسل التمهيدي تحت عنوان العمل Ratu Ratu Queens كان قيد الإنتاج. 